# Ribera d’Ebre

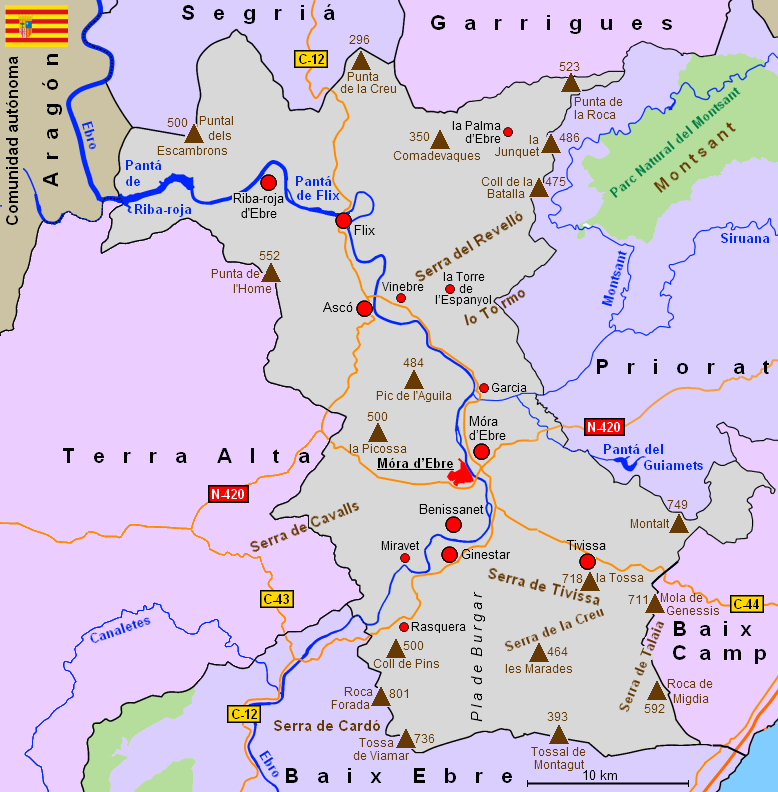
Karte der Comarca Ribera d’Ebre

Die Comarca Ribera d’Ebre liegt in der Provinz Tarragona der Autonomen Gemeinschaft von Katalonien (Spanien). Der Gemeindeverband hat eine Fläche von 826,08 km² und 21.920 Einwohner (2022).

## Lage
Der Gemeindeverband liegt im westlichen Teil Kataloniens westlich der Provinzhauptstadt Tarragona. Er grenzt im Norden an die Comarca Segrià und Garrigues, im Osten an Priorat, im Südosten an Baix Camp, im Südwesten an Baix Ebre, im Westen an Terra Alta und im Nordwesten an die Autonome Gemeinschaft Aragonien. Zusammen mit den Comarcas Baix Ebre, Montsià und Terra Alta bildet die Region das Territorium Terres de l’Ebre.
Ribera d’Ebre bildet ein in die Länge gestrecktes, von Nordwest nach Südost ausgerichtetes Gebiet. Der Unterlauf des Flusses Ebro durchzieht den ganzen Gemeindeverband. Im Zentrum der Comarca liegt das Becken von Mora. Es ist umgeben von Höhenzügen des der Küste vorgelagerten Gebirges. Die höchste Erhebung von Ribera d’Ebre befindet sich ganz im Südwesten, die Serra de Cardó, mit Gipfel von über 800 m. Westlich davon, eingebettet zwischen den Mittelgebirgszügen Serra de Cardó einerseits und der Serra de Tivissa und Serra de la Creu andererseits liegt die Ebene Pla de Burgar. Im äußersten Südosten reicht die Comarca bis auf 2,5 km an die Küste des Mittelmeers.

## Wirtschaft
Ein wichtiger Wirtschaftszweig ist die Energiegewinnung in den Wasserkraftwerken Riba-roja und Flix und dem Kernkraftwerk Ascó.

## Gemeinden
| Gemeinde               | Einwohner (2024) | Fläche km² | Dichte Einw./km² | Cod INE | Postleitzahl |
| ---------------------- | ---------------- | ---------- | ---------------- | ------- | ------------ |
| Ascó                   | 1.608            | 74,32      | 22               | 43019   | 43791        |
| Benissanet             | 1.186            | 23,17      | 51               | 43026   | 43747        |
| Flix                   | 3.324            | 115,98     | 29               | 43060   | 43750        |
| Garcia                 | 543              | 52,05      | 10               | 43065   | 43749        |
| Ginestar               | 794              | 15,72      | 51               | 43067   | 43748        |
| Miravet                | 688              | 32,41      | 21               | 43084   | 43747        |
| Móra d’Ebre            | 5.726            | 44,89      | 128              | 43093   | 43740        |
| Móra la Nova           | 3.314            | 15,79      | 210              | 43094   | 43770        |
| La Palma d’Ebre        | 335              | 38,22      | 9                | 43099   | 43370        |
| Rasquera               | 792              | 50,93      | 16               | 43121   | 43513        |
| Riba-roja d’Ebre       | 1.128            | 99,48      | 11               | 43125   | 43790        |
| Tivissa                | 1.632            | 208,79     | 8                | 43150   | 43746        |
| La Torre de l’Espanyol | 631              | 27,91      | 23               | 43152   | 43792        |
| Vinebre                | 424              | 26,42      | 16               | 43177   | 43792        |
| Comarca Ribera d’Ebre  | 22.125           | 826,08     | 27               | –       | –            |